# Fléac
Pour l’article homonyme, voir Fléac-sur-Seugne.
Fléac est une commune du sud-ouest de la France, située dans le département de la Charente (région Nouvelle-Aquitaine).
C'est une zone résidentielle située à l'ouest d'Angoulême dont elle fait partie de l'agglomération.
Ses habitants sont les Fléacois et les Fléacoises.

## Géographie

### Localisation et accès
Fléac est une commune située 5 km à l'ouest d'Angoulême dont elle fait partie de l'agglomération.
La commune s'étend depuis la Charente dont elle occupe la rive concave et qui la limite au sud, jusqu'à la route d'Angoulême à Saint-Jean-d'Angély (D 939), qui en forme la limite septentrionale.
Le bourg de Fléac est situé au sommet de cette rive concave, surplombant ainsi la vallée.
La route nationale 141 d'Angoulême à Saintes, maillon occidental de la route Centre-Europe Atlantique, traverse la commune dans sa plus grande largeur, de l'est à l'ouest; elle gravit la colline par la longue côte de Sainte-Barbe, du haut de laquelle on peut contempler un des plus beaux points de vue du département. Tout en bas, la Charente décrit un vaste méandre et l'on voit en remontant le cours du fleuve, la plaine parsemée de hameaux, avec à l'horizon le plateau d'Angoulême.
Cette route nationale sera déviée au nord de la commune entre Saint-Yrieix et la Vigerie vers 2015, dans le cadre des opérations de construction de la LGV Sud Europe Atlantique entre Tours et Bordeaux,.
La D 103, reliant Fléac à Saint-Yrieix-sur-Charente au nord et Linars au sud, forme une sorte de rocade ouest de l'agglomération, et a longtemps été pressentie comme telle. Elle coupe la N 141 par un rond-point, dessert le bourg, et va rejoindre, près du pont de Basseau, la route d'Angoulême à Vibrac (D 72).
La route départementale 37 quitte la route de Saintes à la limite de la commune, dessert le hameau de Brénat au nord de la commune, et se dirige vers Vindelle.

### Lieux-dits et hameaux

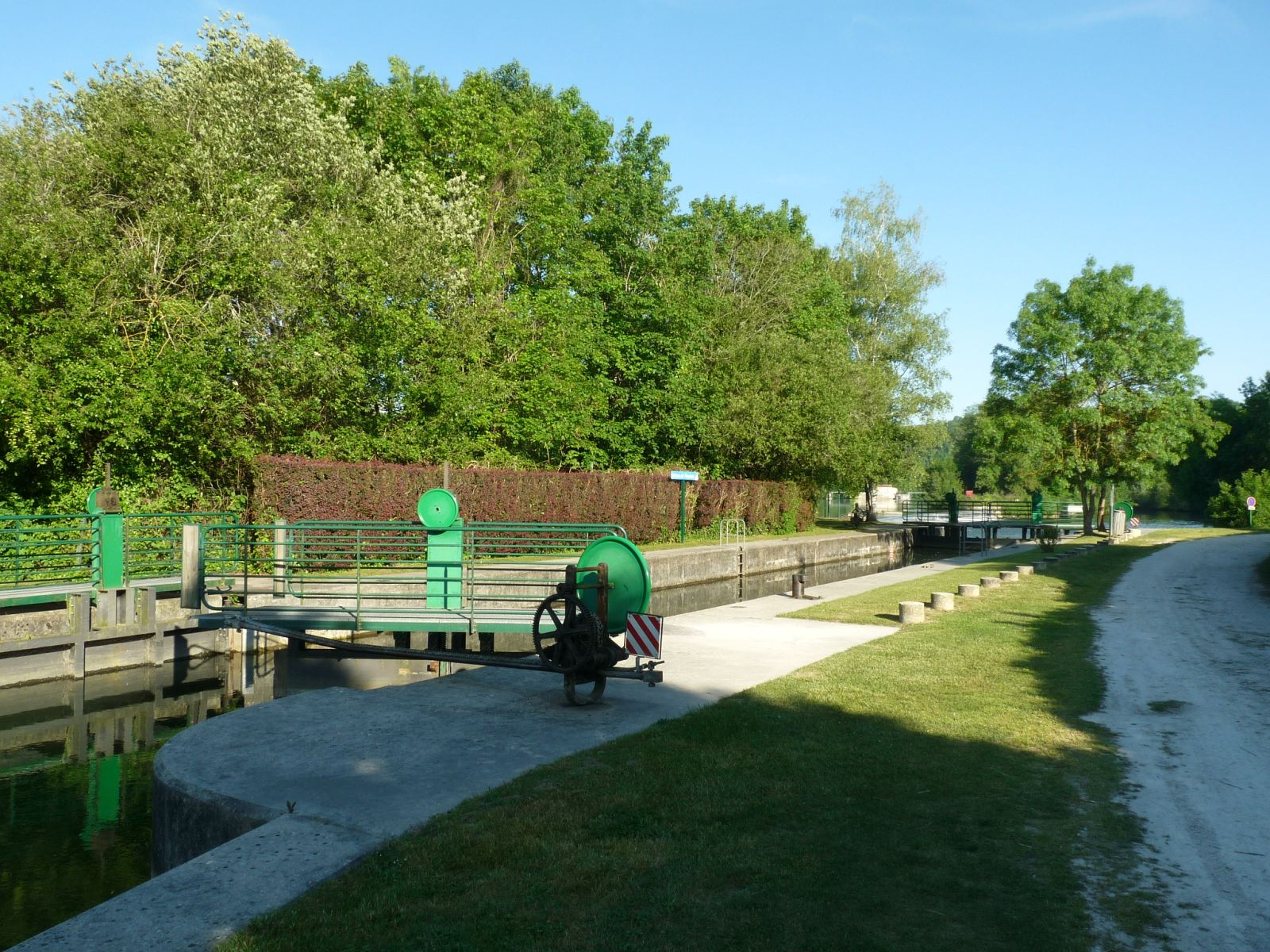
L'écluse de Touérat.

Le hameau de Thouérat (ou Touérat) est situé près de la Charente. Parmi les autres hameaux, on peut citer : la Vallade et les Mornats, situés au centre de la commune ; Basseau, sur la Charente, dont une partie appartient à la commune de Saint-Michel ; les Granges ; la Touche, à la limite de la commune de Linars ; la Gounerie ; le Lugeat, ancien fief ayant appartenu, au XVIIe siècle, à la famille Lambert des Andreaux.
Brénat est un petit hameau situé au nord de la commune où, en 1999-2000, des travaux menés dans le cadre de la déviation de la N 141 et de la LGV ont mis au jour une vaste occupation très ancienne.

### Géologie et relief
Géologiquement la commune appartient aux calcaires du Bassin aquitain, comme les trois quarts ouest du département de la Charente. Le terrain est du Jurassique supérieur (Portlandien) dans la plus grande partie de la commune (centre et nord).
Toutefois apparaissent déjà quelques zones appartenant au Crétacé supérieur, qui occupe toute la moitié sud du département de la Charente et de l'agglomération d'Angoulême. Le Cénomanien occupe l'est de la commune, au sud du Grand Maine ainsi que tout le bourg. Le Cénomanien occupe aussi une petite partie à l'ouest, la forêt de Moulède, ainsi qu'en limite sud (les Bretons).
Les vallées (Charente et Nouère) sont occupées par des alluvions récentes du Quaternaire,.
La commune occupe un plateau d'une altitude moyenne de 80 m et légèrement incliné vers le sud compris entre les vallées de la Charente à l'est et la Nouère à l'ouest. Le point culminant est à une altitude de 112 m, situé sur la limite nord de la commune. Le point le plus bas est à 25 m, situé près de la Charente au sud en aval de l'écluse de Basseau. Le bourg est à environ 65 m d'altitude et surplombe la Charente d'une quarantaine de mètres sur la rive concave de cette dernière.

### Hydrographie

#### Réseau hydrographique
La commune est située dans le bassin versant de la Charente au sein  du Bassin Adour-Garonne. Elle est drainée par la Charente, la Charreau, les Eaux Claires, et par deux petits cours d'eau, qui constituent un réseau hydrographique de 9 km de longueur totale,.
Le fleuve Charente limite la commune au sud et à l'est qui, du fait de son relief n'est pas en zone inondable à l'exception de Basseau. D'une longueur totale de 381,4 km, ce fleuve prend sa source en Haute-Vienne, dans la commune de Chéronnac, et se jette  dans le Golfe de Gascogne, après avoir traversé 117 communes.
La Charreau, d'une longueur totale de 17,4 km, prend sa source dans la commune de Torsac et se jette  dans la Charente sur la commune, après avoir traversé 6 communes.
Les Eaux Claires, d'une longueur totale de 13,7 km, prend sa source dans la commune de Torsac et se jette  dans la Charente sur la commune, après avoir traversé 7 communes.
La Nouère, affluent de la Charente sur sa rive droite, limite partiellement la commune à l'ouest, à Moulède.

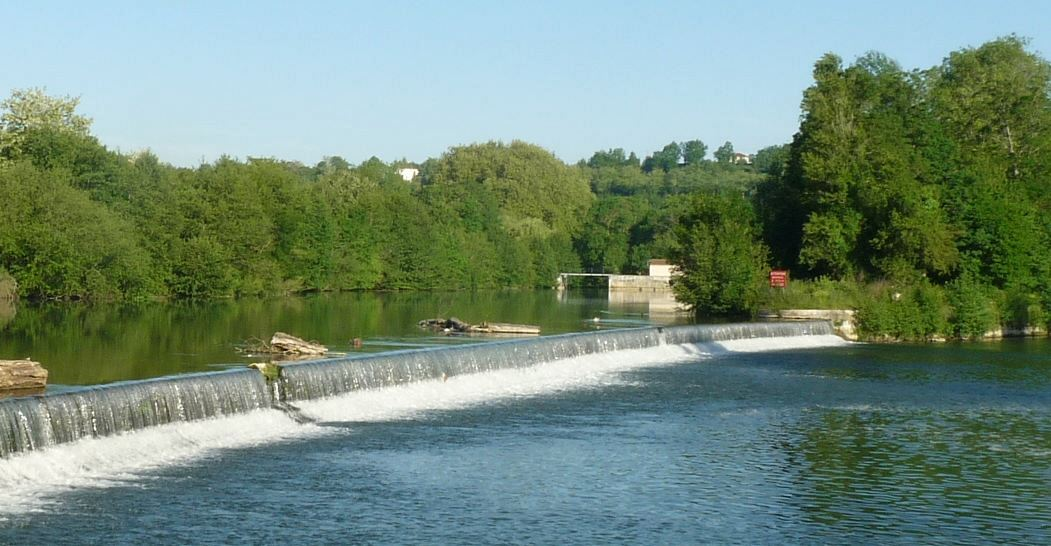
La Charente près de l'écluse de Touérat.
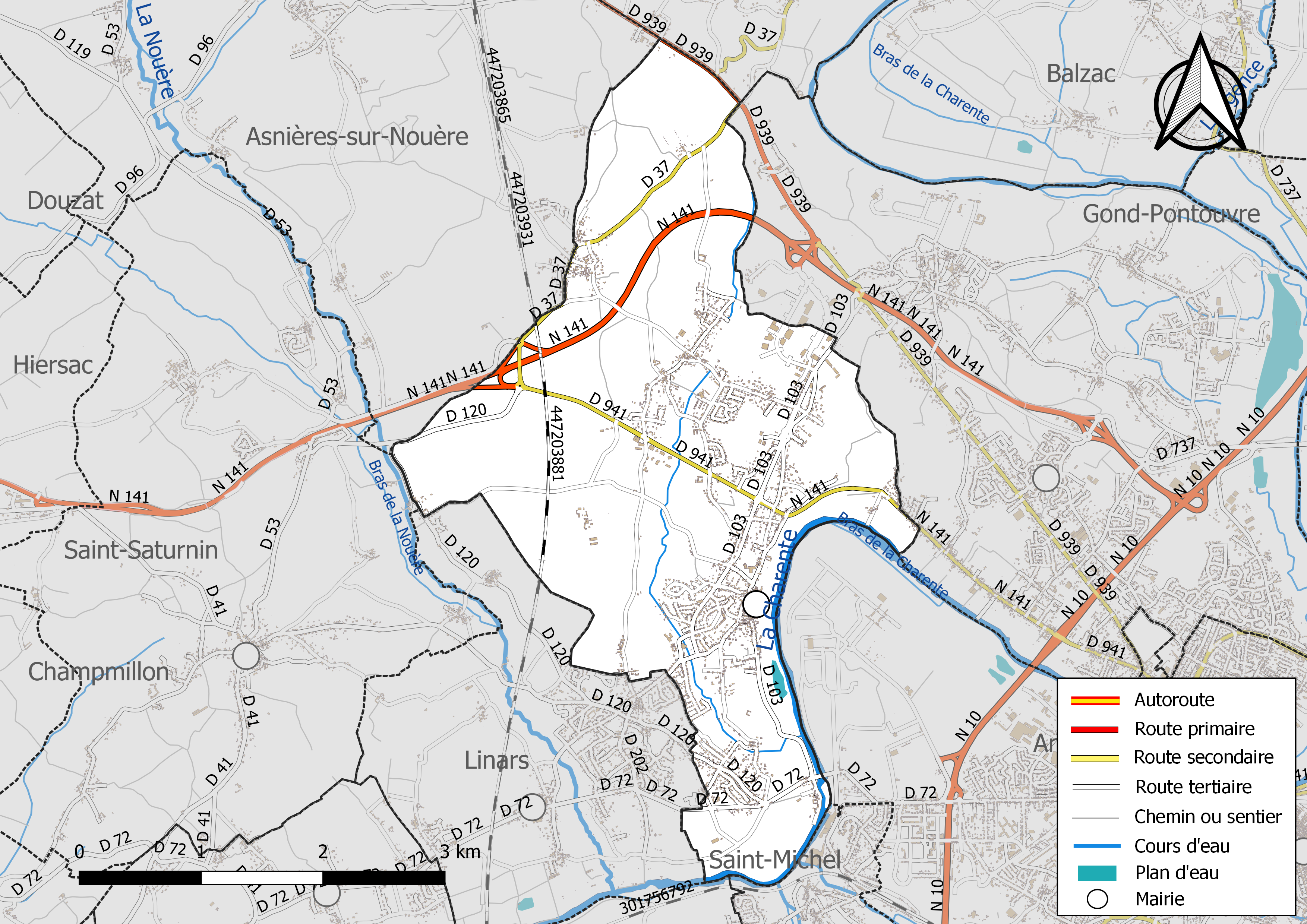
Réseaux hydrographique et routier de Fléac

#### Gestion des eaux
Le territoire communal est couvert par le schéma d'aménagement et de gestion des eaux (SAGE) « Charente ». Ce document de planification, dont le territoire correspond au bassin de la Charente, d'une superficie de 9 300 km2, a été approuvé le 19 novembre 2019. La structure porteuse de l'élaboration et de la mise en œuvre est l'établissement public territorial de bassin Charente. Il définit sur son territoire les objectifs généraux d’utilisation, de mise en valeur et de protection quantitative et qualitative des ressources en eau superficielle et souterraine, en respect des objectifs de qualité définis dans le troisième SDAGE  du Bassin Adour-Garonne qui couvre la période 2022-2027, approuvé le 10 mars 2022.

### Climat
Le climat est océanique aquitain et semblable à celui de la ville de Cognac où est située la station météorologique départementale.
| Mois                              | jan. | fév.  | mars  | avril | mai   | juin  | jui.  | août  | sep.  | oct. | nov. | déc. | année   |
| --------------------------------- | ---- | ----- | ----- | ----- | ----- | ----- | ----- | ----- | ----- | ---- | ---- | ---- | ------- |
| Température minimale moyenne (°C) | 2    | 2,8   | 3,8   | 6,2   | 9,4   | 12,4  | 14,4  | 14    | 12,1  | 8,9  | 4,7  | 2,6  | 7,8     |
| Température moyenne (°C)          | 5,4  | 6,7   | 8,5   | 11,1  | 14,4  | 17,8  | 20,2  | 19,7  | 17,6  | 13,7 | 8,6  | 5,9  | 12,5    |
| Température maximale moyenne (°C) | 8,7  | 10,5  | 13,1  | 15,9  | 19,5  | 23,1  | 26,1  | 25,4  | 23,1  | 18,5 | 12,4 | 9,2  | 17,1    |
| Ensoleillement (h)                | 80   | 103,9 | 153,3 | 184,5 | 204,9 | 239,6 | 276,4 | 248,3 | 199,4 | 159  | 96,8 | 78,8 | 2 024,9 |
| Précipitations (mm)               | 80,4 | 67,3  | 65,9  | 68,3  | 71,6  | 46,6  | 45,1  | 50,2  | 59,2  | 68,6 | 79,8 | 80   | 783,6   |

## Toponymie
Les formes anciennes sont Flaiaco en 1110, Flayac en 1213.
L'origine du nom de Fléac remonterait à un nom de personne latin Flaius, variante de Flavius, auquel est apposé le suffixe -acum, ce qui correspondrait à *Flaiacum, « domaine de Flaius »,.
Le nom du hameau de Brénat a aussi des formes anciennes : Brinat, au IXe siècle, Brianacum, Brianac au XIIe siècle, ainsi que Touérat : Toirac en 1110

## Histoire
L'occupation humaine y est très ancienne : en 2000, des études menées dans le cadre de la déviation de la RN 141 ont fait découvrir à Brénat une vaste occupation, avec notamment un riche mobilier des âges du bronze et du fer qui concerne toutes les périodes du Néolithique au Moyen Âge. On a retrouvé de nombreux silex taillés : outils, haches, pointes de flèches ainsi que de nombreuses céramiques et amphores. Des vestiges de routes gallo-romaines et d'anciens sarcophages en pierre de différentes tailles sont venus compléter ces découvertes.
En particulier, l'ancien chemin d'Angoulême à Saintes nommé chemin des Anglais traverse la commune d'ouest en est après avoir traversé la Charente à Basseau, et l'ancienne voie romaine vers Saint-Cybardeaux, au nord de Brénat (actuelle D 939).
Les vestiges d'une ancienne villa romaine ont aussi été trouvés à Touérat au XIXe siècle.
Fléac connut l'époque romaine une période florissante : alors que le commerce se faisait par voie d'eau, Basseau sur la Charente, devint pour longtemps le premier port d'Angoulême. Une belle statue gallo-romaine du IIe siècle baptisée sainte Barbe nous reste de cette époque.
Ainsi que sa voisine Saint-Yrieix, cette commune appartenait à l'abbaye de Saint-Cybard, et ses habitants étaient tenus d'accourir à la défense du monastère, au son des cloches.
Au cours du Moyen Âge, Fléac se trouvait sur un itinéraire secondaire est-ouest le long de la Charente par Angoulême et Cognac fréquenté par les pèlerins au sanctuaire de Saint-Jacques-de-Compostelle et aux reliques de saint Eutrope à Saintes.
Au sommet de la côte Sainte-Barbe, on peut voir une croix élevée sur l'emplacement d'une ancienne chapelle, qui fut vendue en 1793, et acquise par un nommé Dexmier, qui la transforma en auberge.
Pendant la période révolutionnaire, des criminels, profitant de la désorganisation des pouvoirs publics, attaquaient les maisons isolées, y commettant les pires atrocités ; on les appelait les chauffeurs parce qu'ils torturaient leurs victimes, riches propriétaires, par le feu, pour les dépouiller de leur argent. Ce Dexmier s'était mis à la tête d'une bande de ces brigands.
Lorsque l'ordre fut un peu rétabli, Dexmier et sa bande, ne voulant pas se faire trop remarquer, se bornèrent à dévaliser les voyageurs qui avaient le malheur de s'arrêter à l'auberge de Sainte-Barbe. Leurs cadavres étaient enterrés dans le jardin.
Les crimes de cette bande demeurèrent longtemps impunis ; ce fut un matelot de Saint-Simon qui mit la justice sur leurs traces. Ayant réussi à leur échapper, il dénonça la bande à la police. Dexmier fut arrêté, fit des aveux complets, condamné à mort et exécuté à Saintes en 1818,.
Pendant la première moitié du XXe siècle, la commune était desservie par la petite ligne ferroviaire d'intérêt local à voie métrique des Chemins de fer départementaux allant d'Angoulême à Matha par Rouillac, appelée le Petit Rouillac. La gare, située près du bourg, en est encore visible. Le tracé, entre Saint-Yrieix et Linars, est repris en grande partie par une voie routière, destinée pendant un temps à être doublée pour devenir un maillon de la rocade ouest d'Angoulême.

## Politique et administration

### Liste des maires
La commune de Fléac a été créée en 1793, elle a appartenu au district devenu arrondissement d'Angoulême en 1801 et au canton d'Angoulême puis d'Angoulême-2 à partir de 1801 et au canton de La Couronne depuis 1973.
| Période                                  | Période  | Identité         | Étiquette | Qualité                                                           |
| ---------------------------------------- | -------- | ---------------- | --------- | ----------------------------------------------------------------- |
| Les données manquantes sont à compléter. |          |                  |           |                                                                   |
| 1849                                     | 1895     | Monsieur Gontier |           |                                                                   |
| 1895                                     | 1943     | Georges Foucaud  |           |                                                                   |
| 1943                                     | 1944     | Adhémar Marsat   |           |                                                                   |
| 1944                                     | 1945     | Henri Laguibre   |           | Maire provisoire                                                  |
| 1945                                     | 1953     | Elie Cheysson    |           |                                                                   |
| 1953                                     | 1965     | Roger Piaud      |           |                                                                   |
| 1965                                     | 1971     | Paul Buzin       |           |                                                                   |
| 1971                                     | 2008     | Jean Dumergue    | SE-DVD    | Viticulteur                                                       |
| 2008                                     | 2020     | Guy Étienne      | DVG       | Professeur                                                        |
| 2020                                     | En cours | Hélène Gingast   | DVG       | Documentaliste Conseillère départementale d'Angoulême-1 (2021 → ) |

### Intercommunalité
Fléac appartient au Grand Angoulême qui regroupe 38 communes qui sur son ancien périmètre de 16 communes, pour 2,85 % de la surface du département de la Charente représente 29,83 % de sa population.

## Urbanisme

### Typologie
Au 1er janvier 2024, Fléac est catégorisée ceinture urbaine, selon la nouvelle grille communale de densité à 7 niveaux définie par l'Insee en 2022.
Elle appartient à l'unité urbaine d'Angoulême, une agglomération intra-départementale dont elle est une commune de la banlieue,. Par ailleurs la commune fait partie de l'aire d'attraction d'Angoulême, dont elle est une commune de la couronne,. Cette aire, qui regroupe 94 communes, est catégorisée dans les aires de 50 000 à moins de 200 000 habitants,.

### Occupation des sols
L'occupation des sols de la commune, telle qu'elle ressort de la base de données européenne d’occupation biophysique des sols Corine Land Cover (CLC), est marquée par l'importance des territoires agricoles (61,7 % en 2018), en diminution par rapport à 1990 (67,5 %). La répartition détaillée en 2018 est la suivante : 
zones agricoles hétérogènes (37,6 %), zones urbanisées (30,3 %), terres arables (10,3 %), cultures permanentes (9,6 %), forêts (7,3 %), prairies (4,3 %), zones industrielles ou commerciales et réseaux de communication (0,6 %). L'évolution de l’occupation des sols de la commune et de ses infrastructures peut être observée sur les différentes représentations cartographiques du territoire : la carte de Cassini (XVIIIe siècle), la carte d'état-major (1820-1866) et les cartes ou photos aériennes de l'IGN pour la période actuelle (1950 à aujourd'hui).

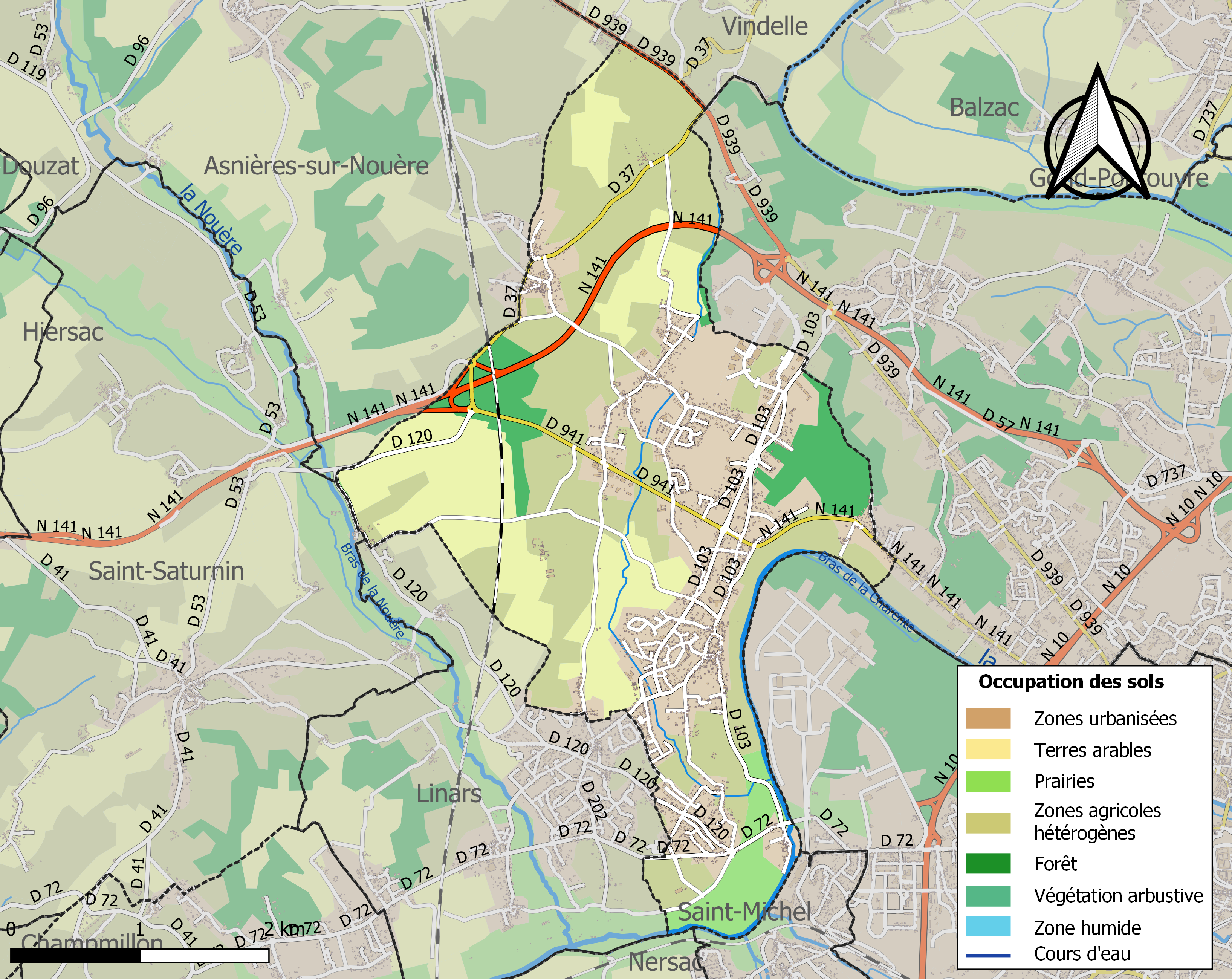
Carte des infrastructures et de l'occupation des sols de la commune en 2018 (CLC).

### Budget et fiscalité
La fiscalité est d'un taux de 31,37 %  sur le bâti, 60,87 % sur le non bâti, et 14,72 % pour la taxe d'habitation (chiffres 2007).
Grand Angoulême prélève 15,04 % de taxe professionnelle.

### Politique environnementale
Dans son palmarès 2024, le Conseil national de villes et villages fleuris de France a attribué deux fleurs à la commune.

### Risques majeurs
Le territoire de la commune de Fléac est vulnérable à différents aléas naturels : météorologiques (tempête, orage, neige, grand froid, canicule ou sécheresse), inondations, mouvements de terrains et séisme (sismicité modérée). Il est également exposé à un risque technologique, le transport de matières dangereuses. Un site publié par le BRGM permet d'évaluer simplement et rapidement les risques d'un bien localisé soit par son adresse soit par le numéro de sa parcelle.

#### Risques naturels
La commune fait partie du territoire à risques importants d'inondation (TRI) Saintes-Cognac-Angoulême, regroupant 46 communes concernées par un risque de débordement du fleuve Charente (34 en Charente et 12 en Charente-Maritime), un des 18 TRI qui ont été arrêtés fin 2012 sur le bassin Adour-Garonne. Les événements antérieurs à 2014 les plus significatifs sont les crues de l'hiver 1779, de 1842, de 1859, du 9 décembre 1882 du 19 février 1904, du 10 janvier 1961, de mars-avril 1962, du 24 décembre 1982 et du 8 janvier 1994. Des cartes des surfaces inondables ont été établies pour trois scénarios : fréquent (crue de temps de retour de 10 ans à 30 ans), moyen (temps de retour de 100 ans à 300 ans) et extrême (temps de retour de l'ordre de 1 000 ans, qui met en défaut tout système de protection). La commune a été reconnue en état de catastrophe naturelle au titre des dommages causés par les inondations et coulées de boue survenues en 1982, 1983, 1993, 1999 et 2021,.

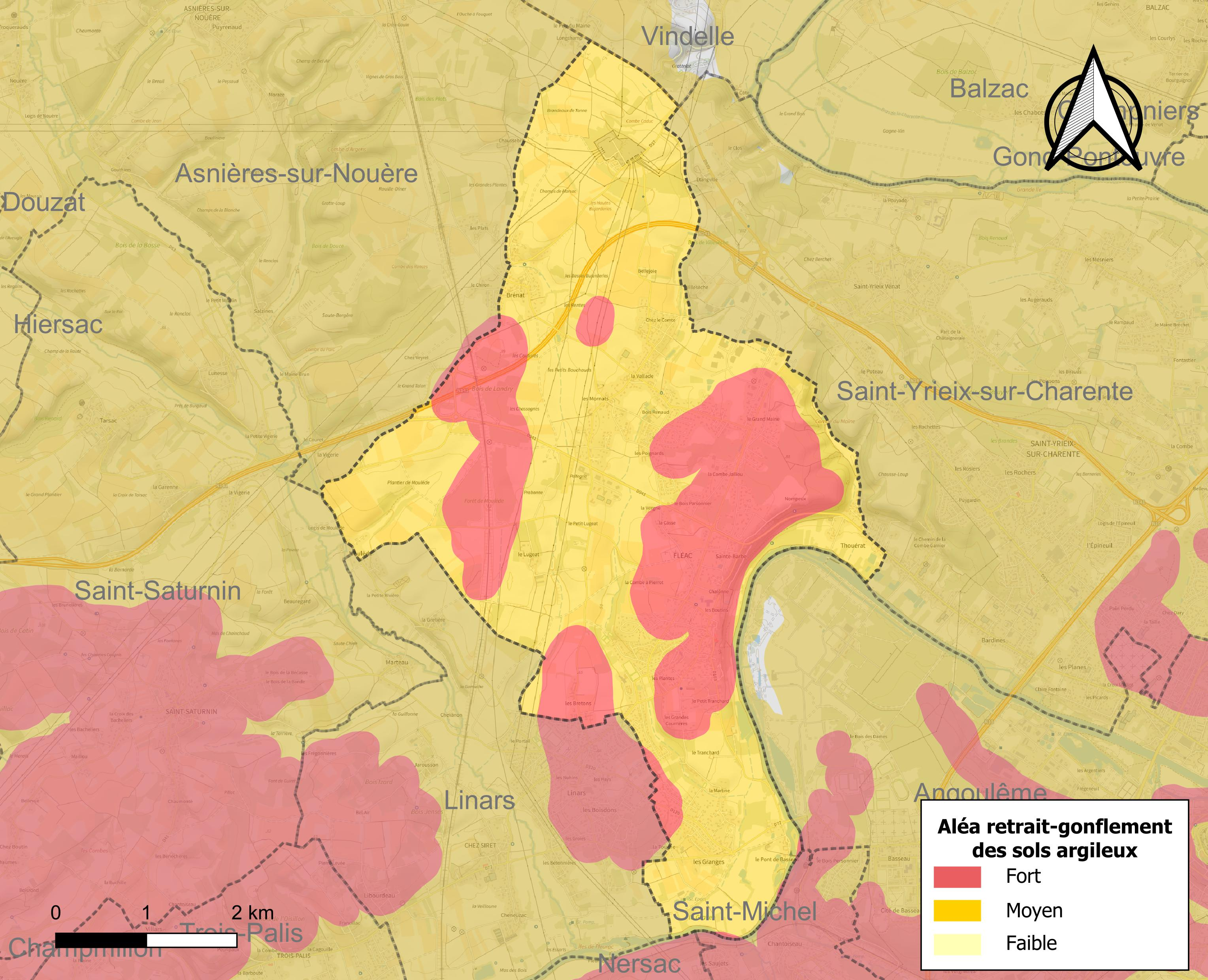
Carte des zones d'aléa retrait-gonflement des sols argileux de Fléac.

Les mouvements de terrains susceptibles de se produire sur la commune sont des éboulements, chutes de pierres et de blocs et des glissements de terrain.
Le retrait-gonflement des sols argileux est susceptible d'engendrer des dommages importants aux bâtiments en cas d’alternance de périodes de sécheresse et de pluie. La totalité de la commune est en aléa moyen ou fort (67,4 % au niveau départemental et 48,5 % au niveau national). Sur les 1 607 bâtiments dénombrés sur la commune en 2019, 1 607 sont en aléa moyen ou fort, soit 100 %, à comparer aux 81 % au niveau départemental et 54 % au niveau national. Une cartographie de l'exposition du territoire national au retrait gonflement des sols argileux est disponible sur le site du BRGM,.
Par ailleurs, afin de mieux appréhender le risque d’affaissement de terrain, l'inventaire national des cavités souterraines permet de localiser celles situées sur la commune.
Concernant les mouvements de terrains, la commune a été reconnue en état de catastrophe naturelle au titre des dommages causés par la sécheresse en 1989, 1992, 1998, 2003, 2005, 2010, 2011 et 2017 et par des mouvements de terrain en 1999.

#### Risques technologiques
Le risque de transport de matières dangereuses sur la commune est lié à sa traversée par une ou des infrastructures routières ou ferroviaires importantes ou la présence d'une canalisation de transport d'hydrocarbures. Un accident se produisant sur de telles infrastructures est susceptible d’avoir des effets graves sur les biens, les personnes ou l'environnement, selon la nature du matériau transporté. Des dispositions d’urbanisme peuvent être préconisées en conséquence.

## Démographie

### Évolution démographique
L'évolution du nombre d'habitants est connue à travers les recensements de la population effectués dans la commune depuis 1793. Pour les communes de moins de 10 000 habitants, une enquête de recensement portant sur toute la population est réalisée tous les cinq ans, les populations de référence des années intermédiaires étant quant à elles estimées par interpolation ou extrapolation. Pour la commune, le premier recensement exhaustif entrant dans le cadre du nouveau dispositif a été réalisé en 2005.

En 2022, la commune comptait 3 856 habitants, en évolution de +3,07 % par rapport à 2016 (Charente : −0,48 %, France hors Mayotte : +2,11 %).
| 1793 | 1800 | 1806 | 1821 | 1831 | 1841 | 1846 | 1851 | 1856 |
| ---- | ---- | ---- | ---- | ---- | ---- | ---- | ---- | ---- |
| 751  | 993  | 802  | 845  | 882  | 819  | 819  | 845  | 785  |

| 1861 | 1866 | 1872 | 1876 | 1881 | 1886 | 1891 | 1896 | 1901 |
| ---- | ---- | ---- | ---- | ---- | ---- | ---- | ---- | ---- |
| 783  | 820  | 780  | 804  | 849  | 789  | 926  | 842  | 859  |

| 1906 | 1911 | 1921 | 1926 | 1931 | 1936  | 1946  | 1954  | 1962  |
| ---- | ---- | ---- | ---- | ---- | ----- | ----- | ----- | ----- |
| 874  | 854  | 968  | 977  | 999  | 1 023 | 1 104 | 1 229 | 1 327 |

| 1968  | 1975  | 1982  | 1990  | 1999  | 2005  | 2006  | 2010  | 2015  |
| ----- | ----- | ----- | ----- | ----- | ----- | ----- | ----- | ----- |
| 1 417 | 1 819 | 2 588 | 2 704 | 2 904 | 3 283 | 3 442 | 3 629 | 3 708 |

| 2020  | 2022  | - | - | - | - | - | - | - |
| ----- | ----- | - | - | - | - | - | - | - |
| 3 865 | 3 856 | - | - | - | - | - | - | - |

### Pyramide des âges
En 2018, le taux de personnes d'un âge inférieur à 30 ans s'élève à 29,1 %, soit en dessous de la moyenne départementale (30,2 %). À l'inverse, le taux de personnes d'âge supérieur à 60 ans est de 31,5 % la même année, alors qu'il est de 32,3 % au niveau départemental.
En 2018, la commune comptait 1 825 hommes pour 1 947 femmes, soit un taux de 51,62 % de femmes, légèrement supérieur au taux départemental (51,59 %).
Les pyramides des âges de la commune et du département s'établissent comme suit.
| Hommes | Classe d’âge | Femmes |
| ------ | ------------ | ------ |
| 0,4    | 90 ou +      | 2,6    |
| 9,4    | 75-89 ans    | 11,5   |
| 19,4   | 60-74 ans    | 19,7   |
| 22,2   | 45-59 ans    | 22,3   |
| 16,6   | 30-44 ans    | 17,6   |
| 13,4   | 15-29 ans    | 11,8   |
| 18,6   | 0-14 ans     | 14,6   |

| Hommes | Classe d’âge | Femmes |
| ------ | ------------ | ------ |
| 1      | 90 ou +      | 2,7    |
| 9,2    | 75-89 ans    | 12     |
| 20,6   | 60-74 ans    | 21,3   |
| 20,7   | 45-59 ans    | 20,3   |
| 16,8   | 30-44 ans    | 16     |
| 15,6   | 15-29 ans    | 13,4   |
| 16,1   | 0-14 ans     | 14,3   |

### Remarques
C'est l'industrialisation du Grand Angoulême qui a amené la croissance démographique continue de Fléac durant le XXe siècle.

## Économie

### Agriculture
La viticulture occupe une partie de l'activité agricole. La commune est classée dans les Fins Bois, dans la zone d'appellation d'origine contrôlée du cognac.

### Industrie
La commune comporte plusieurs ateliers : une imprimerie, les papeteries modernes d'Angoulême, les cartonnages Cartex, l'atelier de charpentes MCCC, une menuiserie, des ateliers de calculateurs et vibromètres aéronautiques Ecets et des installations électriques Santerne, ainsi que les transports Giraud.
Au nord de la commune est situé un poste important d'interconnexion électrique.

### Commerces
- Un magasin d'alimentation générale, supérette.

### Tourisme

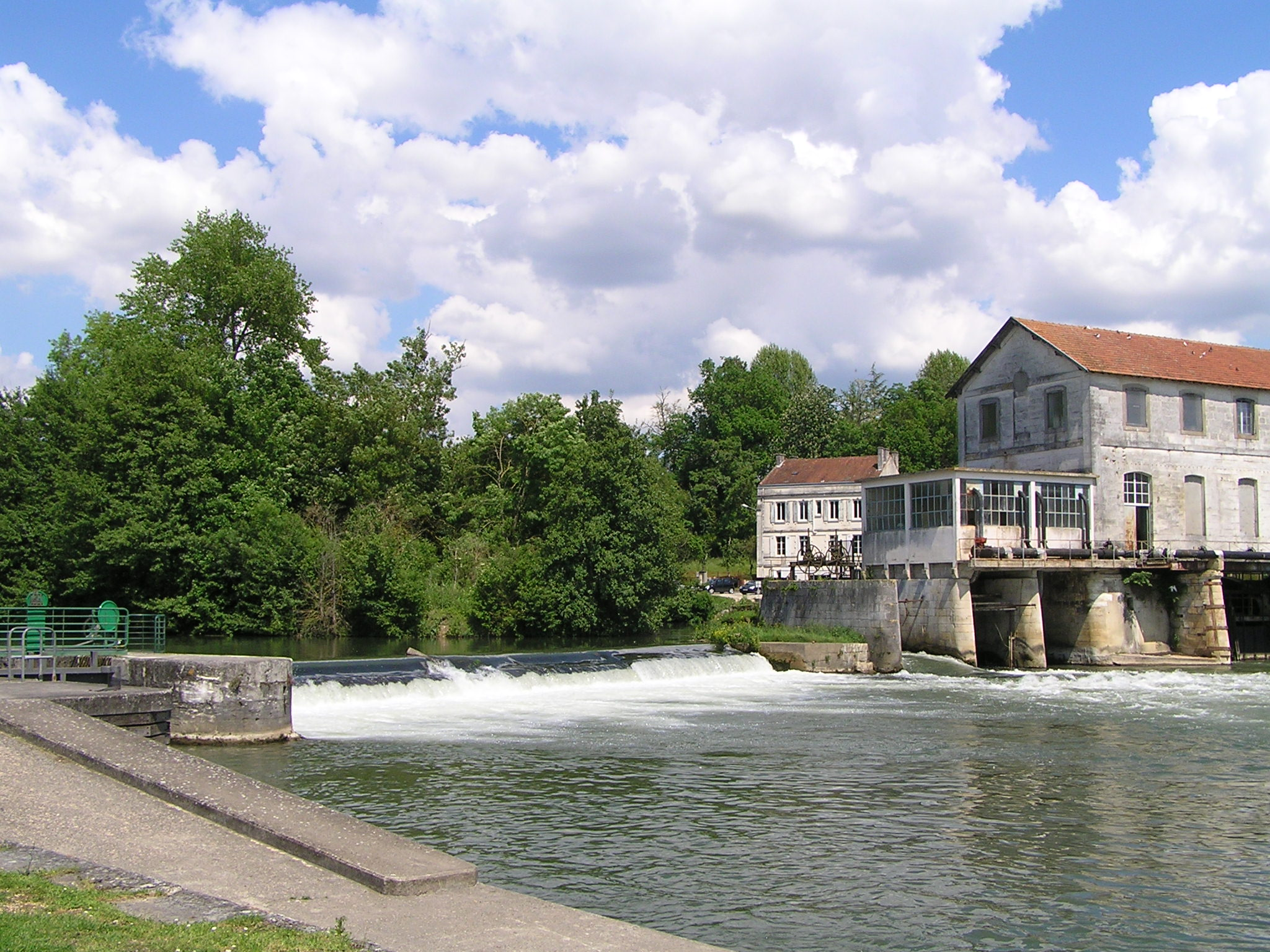
Écluse de Basseau.

L'activité de tourisme fluvial par pénichette est localisée sur la berge de la Charente près de l'écluse de Basseau. Plusieurs types de bateaux sont proposés à la location pour des croisières pouvant aller jusqu'à Cognac. Il est également possible de louer des bateaux à moteur, des canoë-kayak, des VTT/VTC et des pédalos.Il est également possible d'aller visiter une distillerie et un musée du XIXe siècle près de la mairie ou tout simplement de découvrir les bords de Charente à pied ou à vélo.

## Équipements, services et vie locale
- Fléac a une agence postale.
- Une halte-garderie existe à la MJC ainsi qu'un centre de loisirs avec trois sections, 3 à 6 ans, 6 à 10 ans et 10 à 13 ans.
- Il existe un service de crèche familiale et des crèches sur d'autres communes du Grand Angoulême.

### Enseignement
Fléac possède une école élémentaire, Alphonse-Daudet, comprenant neuf classes, ainsi qu'une école maternelle, Marcel-Aymé, comportant quatre classes.
Le secteur du collège est Saint-Michel.
Les enfants peuvent bénéficier du restaurant scolaire, de la garderie ainsi que du service de transport scolaire.

### Sports et activités
La MJC Serge-Gainsbourg offre de nombreuses activités modélisme, informatique, activités sportives.
Le complexe sportif Jacques-Favreau permet de pratiquer de nombreux sports.
Les clubs sportifs sont nombreux : cyclotourisme, l'étoile sportive de Fléac (football), le tennis club, le club d'art martial, le Select Team Rallye Sport auto et l'amicale des Bateliers charentais.

### Vie culturelle
De nombreuses associations donnent une vie culturelle très riche : chorale, théâtre, danse folklorique, les amis du Logis de Chalonne, peinture, sculpture, histoire locale, comité des fêtes qui organise la fête de la musique.
Sans oublier les deux associations de parents d'élèves, le Comité de Jumelage, le Club des aînés, l'Association des anciens combattants et la Société de chasse.

### Santé
Médecins généralistes.
Le foyer-résidence pour personnes âgées comporte 47 studios et 17 chambres.

### Cultes
La messe a lieu le dimanche à 9 h 30 soit à Linars soit à Fléac.

### Transports urbains
Ils sont assurés par le Grand Angoulême.

## Culture locale et patrimoine

### Lieux et monuments

#### Patrimoine religieux

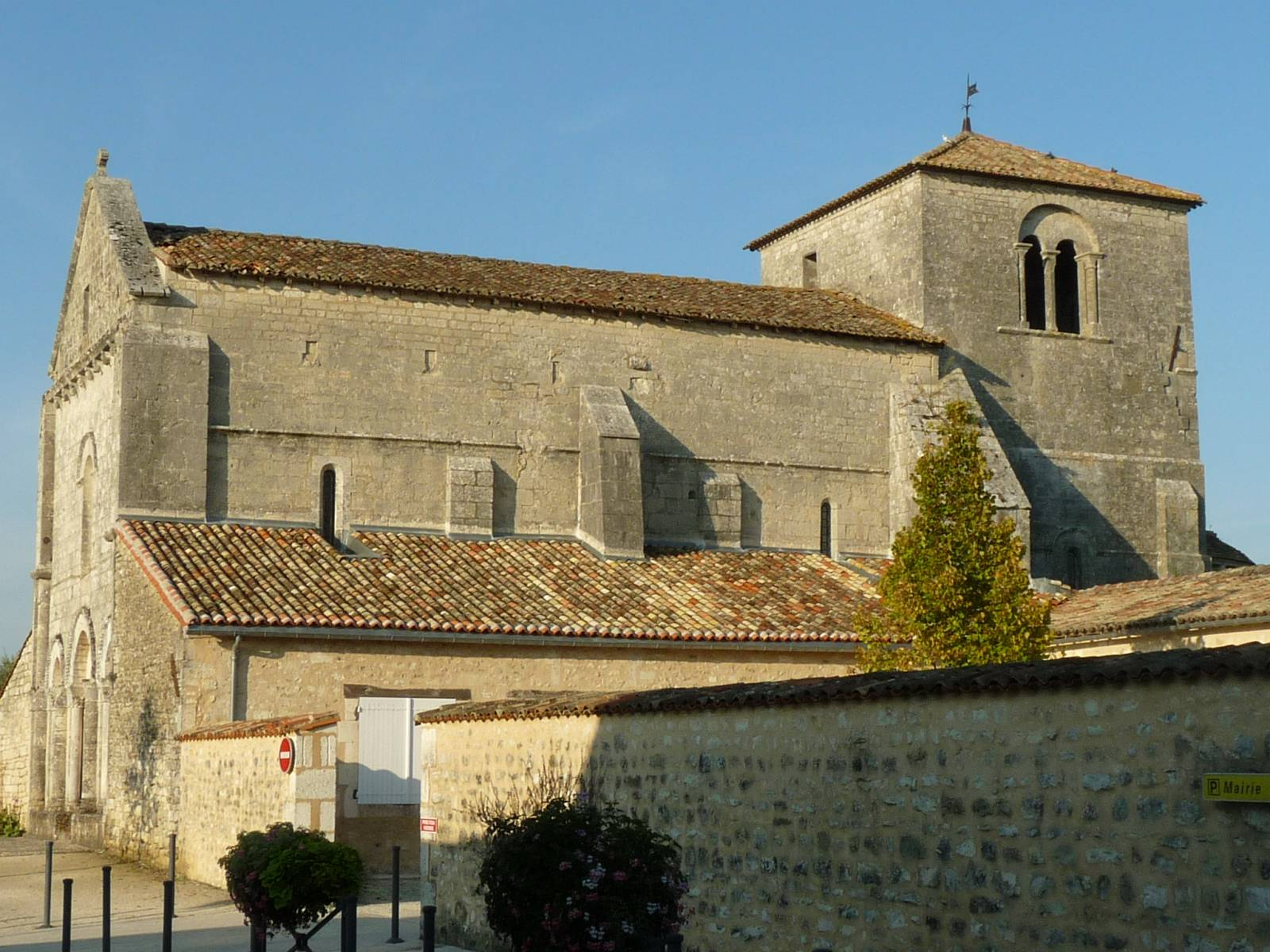
L'église.

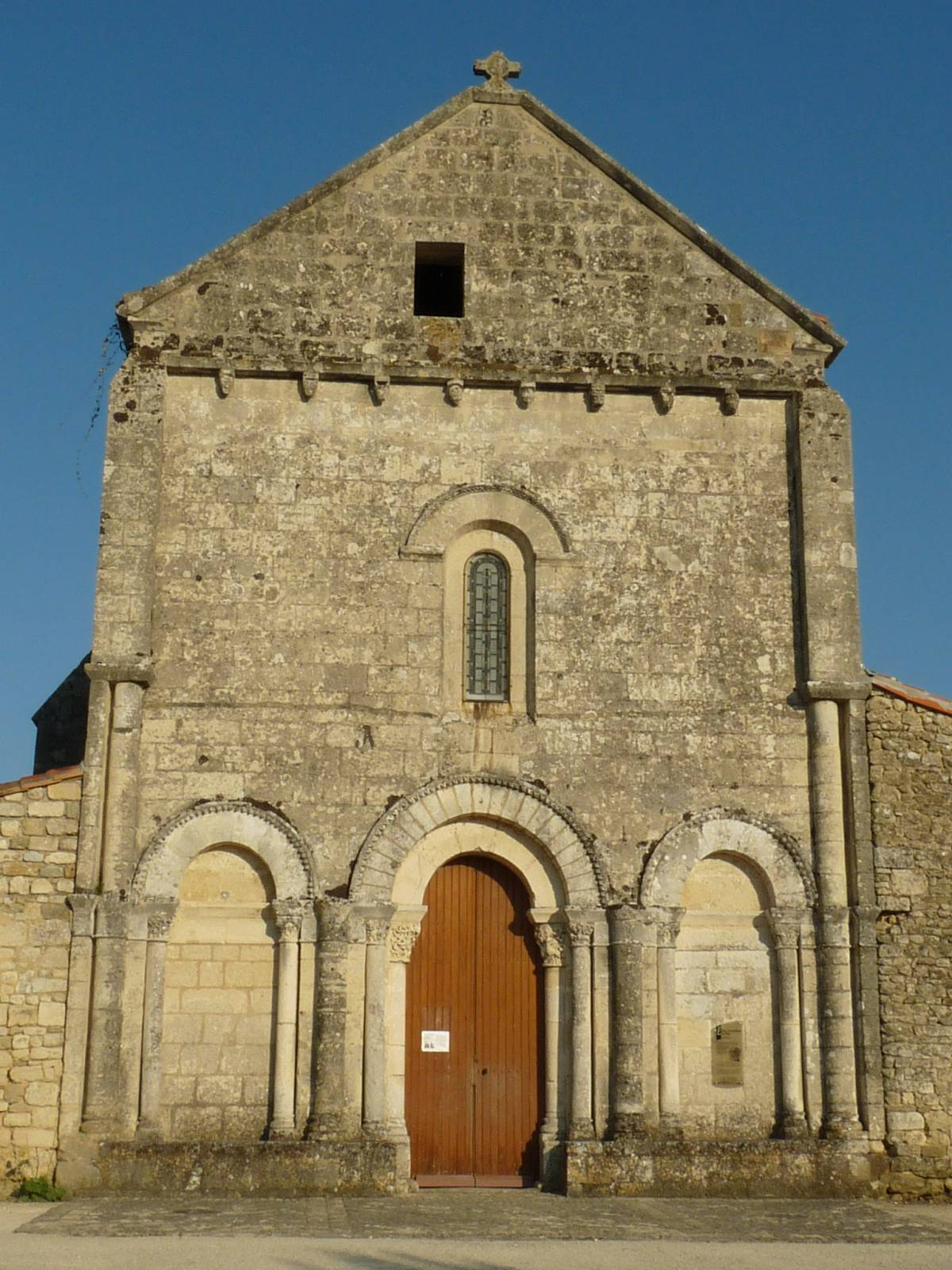
L'église.

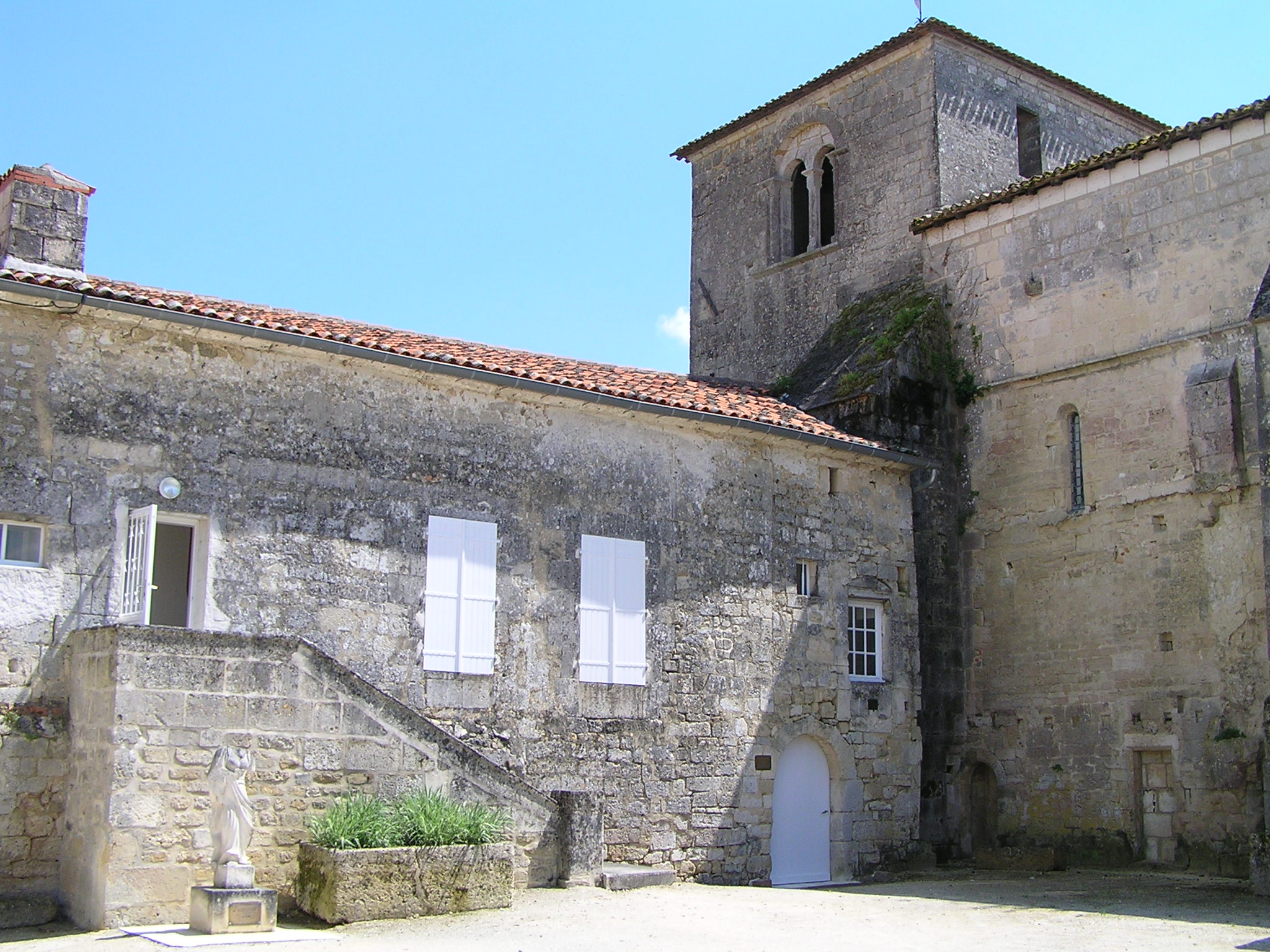
Le doyenné.

L'église romane Notre-Dame date des XIe et XIIe siècles. Elle comporte trois coupoles en file et une abside en cul de four. Sa façade présente une ouverture carrée qui aurait été utilisée par un joueur de cor pour appeler aux offices mais peut aussi avoir servi d'archère. En effet, cette église présente plusieurs signes de défenses. Une peinture murale du XVe siècle raconte le martyre de sainte Barbe.
Elle est classée monument historique depuis 1912.
Le doyenné a été construit aux XIIe et XIIIe siècles. Une fenêtre à meneaux témoigne de travaux au XIVe siècle. Il présente une très belle salle voûtée avec un puits intérieur et des meurtrières. Il était destiné à recevoir la dîme en nature et resta pendant plusieurs siècles propriété de l'évêque d'Angoulême.
Il a été acheté par la commune en 1993, et accueille aujourd'hui des expositions et des associations.

#### Patrimoine civil

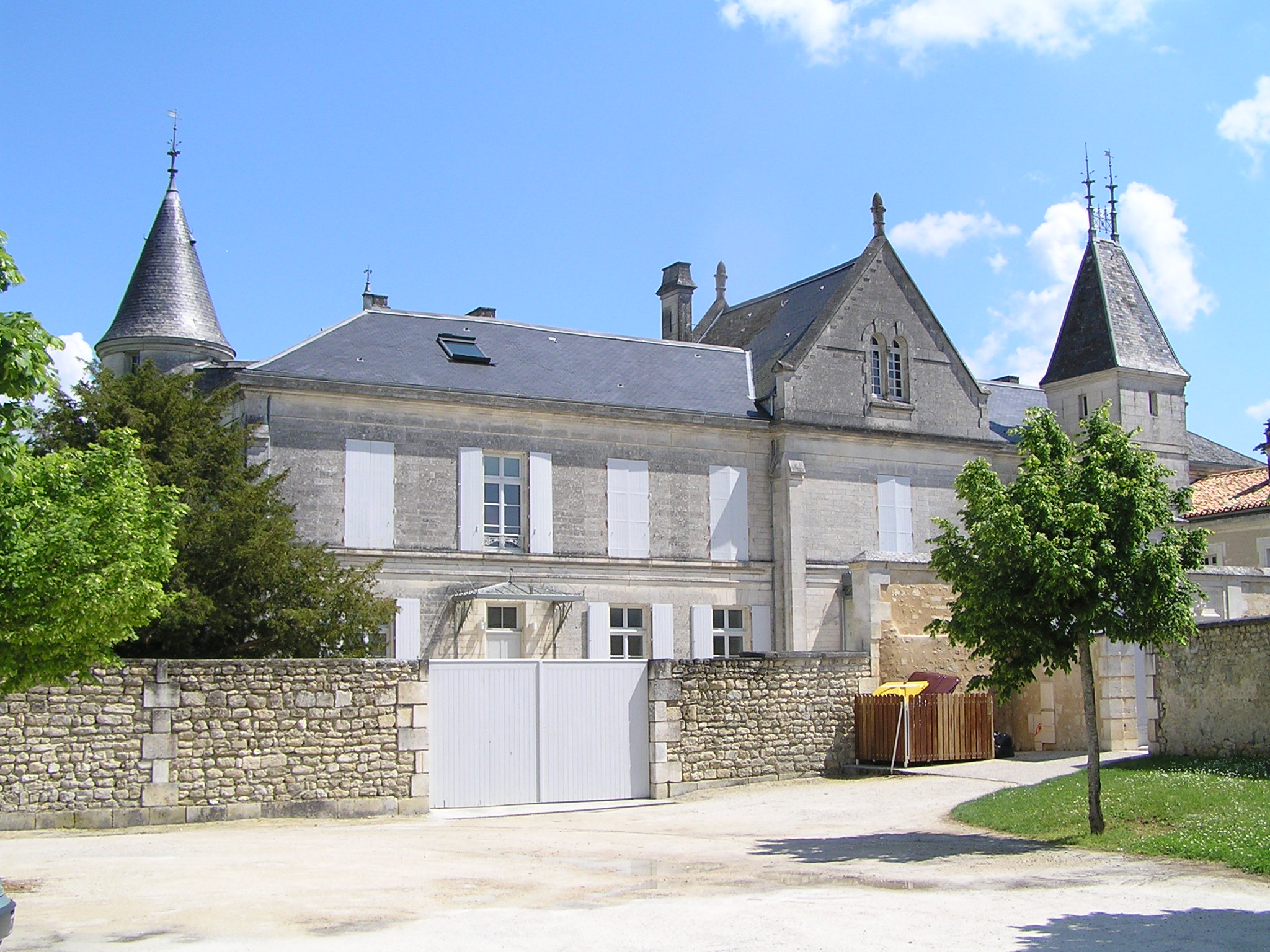
Le château.

Le château de Fléac a été construit par Louis Plauchut à la fin du XIXe siècle. Son frère, Edmond Plauchut, fut secrétaire de George Sand.
Le château resta la propriété familiale, jusqu'à son achat par la commune en 1996. Depuis, il a été rénové et est désormais ouvert à la location.
Le logis de Chalonne date du XVIe siècle, et a été la propriété de la famille de Montgeon dont le représentant le plus connu est Jean de Montgeon, l'auteur de L'Alphabet de l'art militaire des armées royales. Il a été restauré de 1763 à 1772 par le marquis de Montalembert, créateur de la fonderie de Ruelle. Le général d'Empire Martin de Bourgon, gouverneur de la Guyane y a résidé. Son dernier propriétaire, Fernand Pluviaud, l'a légué à la commune en 1997.
L'hôtel de ville est un logis construit par le banquier Jules Durandeau en 1852. Il surplombe un très beau parc et des jardins potagers et d'agrément qui étaient ornementés d'une grotte artificielle, d'une cressonnière et de différentes sources naturelles. De sa terrasse, le panorama permet de découvrir toute la vallée et la ville d'Angoulême sur son éperon rocheux.
De 1918 à 1946, ce fut une pension luxueuse, la pension Reverdy.
La mairie abrite une statue gallo-romaine du IIe siècle, dite sainte Barbe, qui se trouvait dans une chapelle où elle était l'objet d'un pèlerinage pour demander la pluie.
Au détour des rues de Fléac, on découvre tout un petit patrimoine rural, porches charentais, maisons anciennes, puits, lavoir.

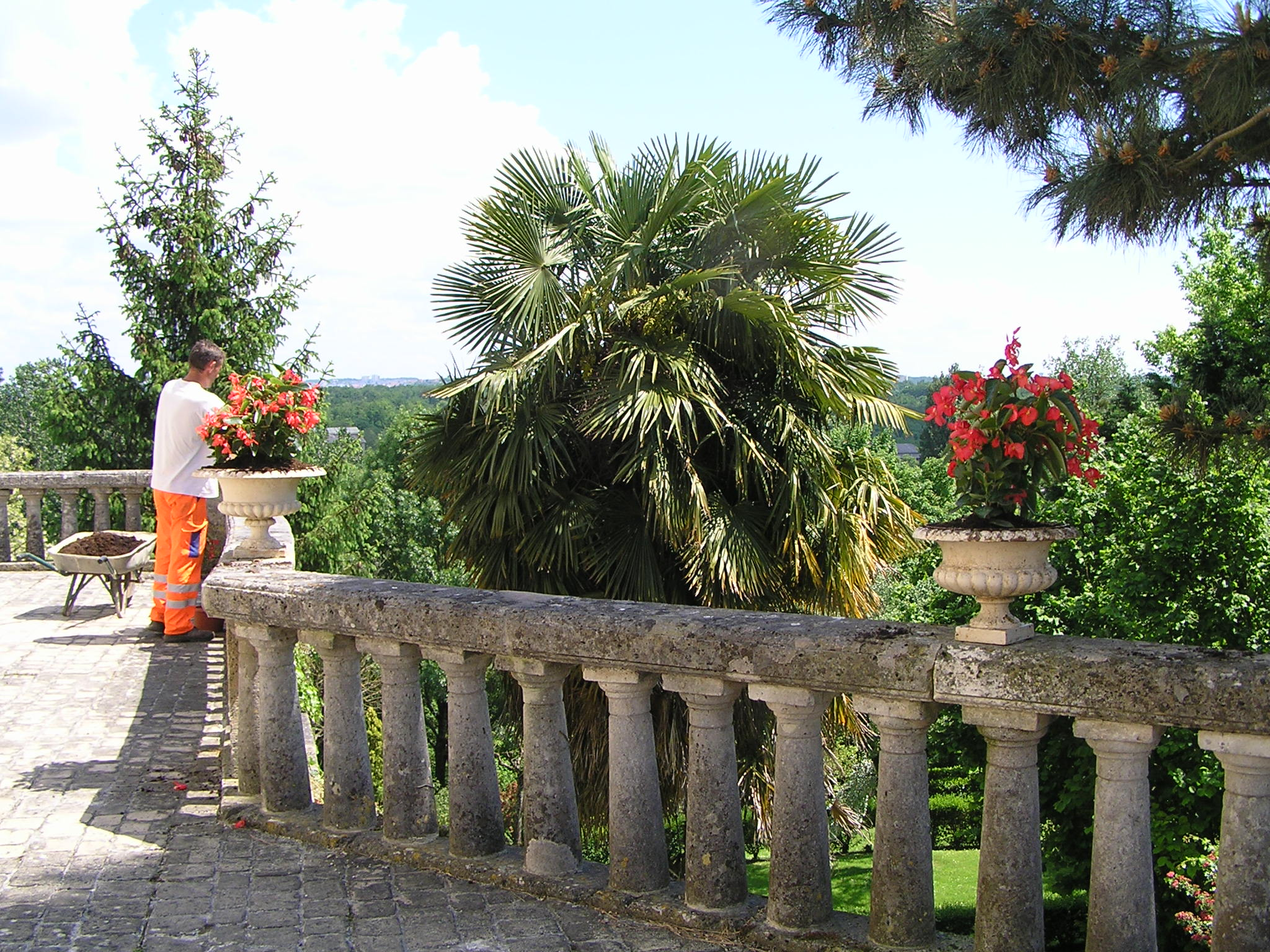
Les jardins...

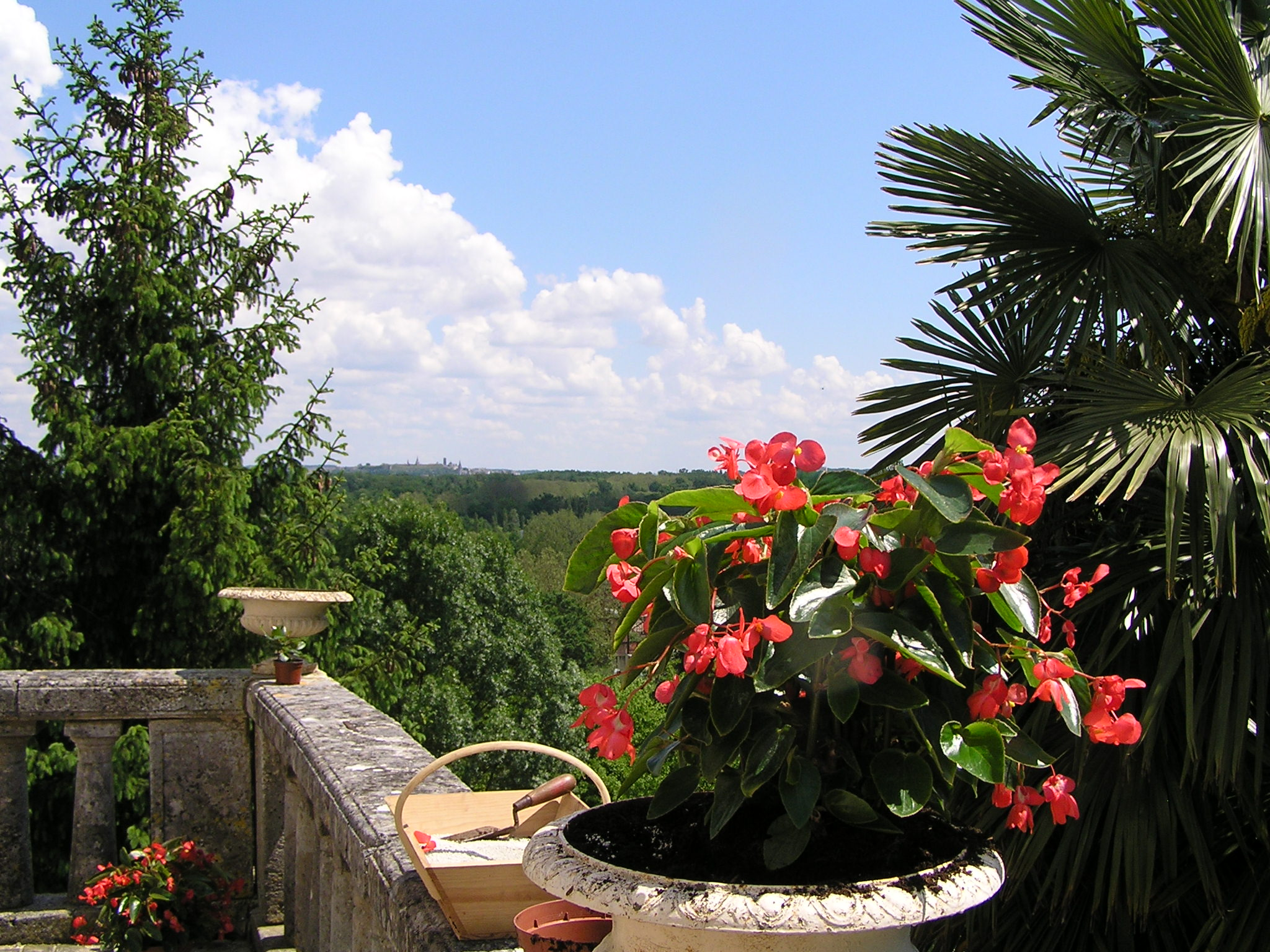
et Angoulême au loin.

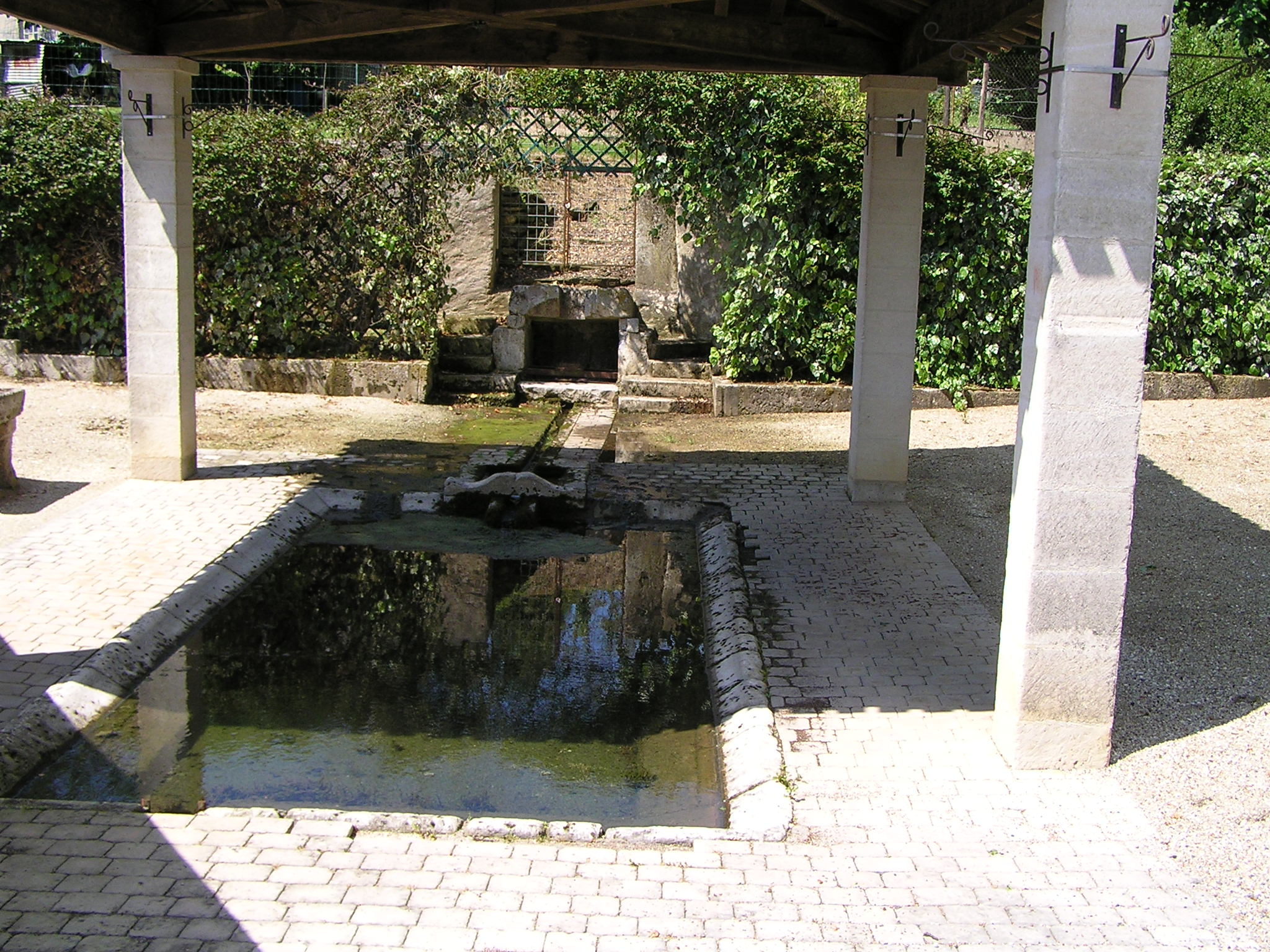
Lavoir.
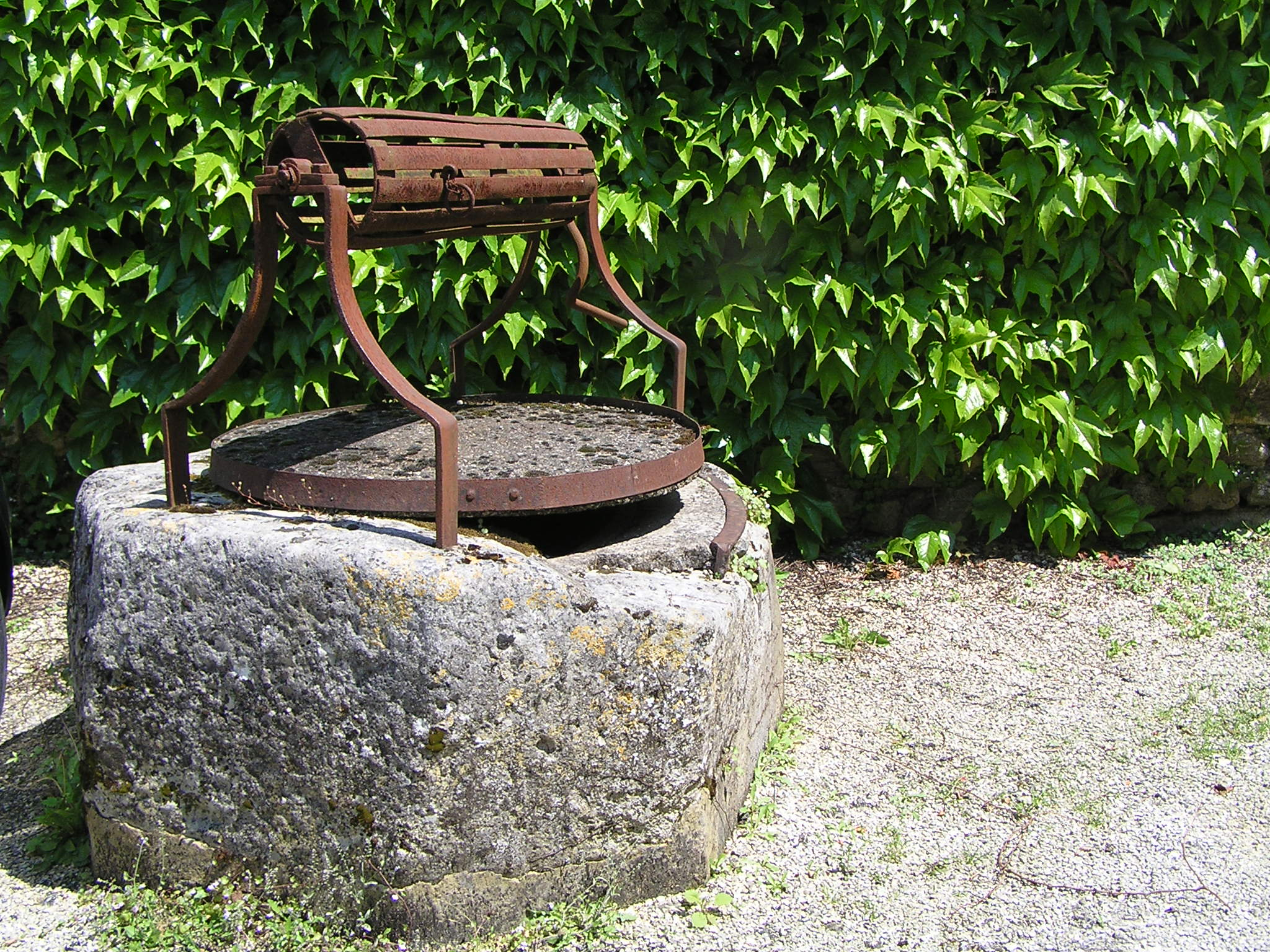
Puits.

#### Patrimoine environnemental
Les jardins publics descendent à partir  de l'hôtel de ville et sont aménagés dans la forte pente qui mène jusqu'à la Charente.
Les bords de la Charente et la Coulée verte, chemin de randonnée qui reprend le chemin de halage.

### Personnalités liées à la commune
- Marc-René de Montalembert (1714-1800), créateur de la fonderie de Ruelle.

### Héraldique
| Blason | Blasonnement : Taillé : au 1er d'azur à la porte romane d'argent, maçonnée de sable et mouvant du trait de la partition, au 2e d'argent à la grappe de raisin avec deux feuilles d'or soutenue d'une rivière d'azur mouvant de la pointe, à la barre d'or chargée du mot « FLEAC » en lettres capitales de sable brochant sur la partition. |

### Jumelages
- Marktbreit (Allemagne) depuis 1986, voir Marktbreit (de)[50].
- Inchture (Écosse) depuis 1993, voir Inchture (en)[51].